# Бохайвань
Бохайва́нь (также Бохайский либо Чжилийский залив) (кит. трад. 渤海灣, упр. 渤海湾, пиньинь  Bóhǎiwān) — залив в северо-западной части Жёлтого моря у берегов Китая с глубинами до 40 м. От открытого моря отделён полуостровом Шаньдун. Замерзает зимой в прибрежной части. В Бохайвань впадают реки Хуанхэ и Хайхэ. Характеризуется полусуточными приливами до 3,4 м.
В акватории залива ведётся промышленное рыболовство. На шельфе обнаружены месторождения нефти, в частности — месторождения Наньпу, Луда, Кэньли; группы месторождений Бочжун, Циньхуандао и другие.
С Жёлтым морем залив соединяется через Бохайский пролив шириной около 90 км, под которым Китай планирует построить подводный тоннель.
В Бохайвань впадает множество рек: Ванхэ, Сяолинхэ, Сяоцинхэ, Вэйхэ, Михэ, Чаобайхэ, Цзехэ, Далинхэ, Байланхэ, Цзяолайхэ и Хайхэ.

## Города на заливе
На побережье залива расположен порт Тангу, являющийся аванпортом города Тяньцзиня, а также курортный город Циньхуандао.

## Терминология
В российской географической традиции к Бохайваню, как правило, относят всю часть акватории Жёлтого моря, расположенную к северу и западу от Шаньдунского и Ляодунского полуостровов. Однако в китайской (и, зачастую, международной) терминологии данный водоём обозначается как Бохайское море (кит. 渤海, Bohai Sea), а Бохайванем (кит. трад. 渤海灣, упр. 渤海湾, Bohai Bay) называют небольшой залив в его западной части близ Тангу. Таким образом, согласно российским источникам залив Бохайвань включает в себя заливы Ляодунский и Лайчжоувань, а в Китае и других странах они (наряду с «малым» Бохайванем) считаются частями Бохайского моря.